# Beautiful Mess

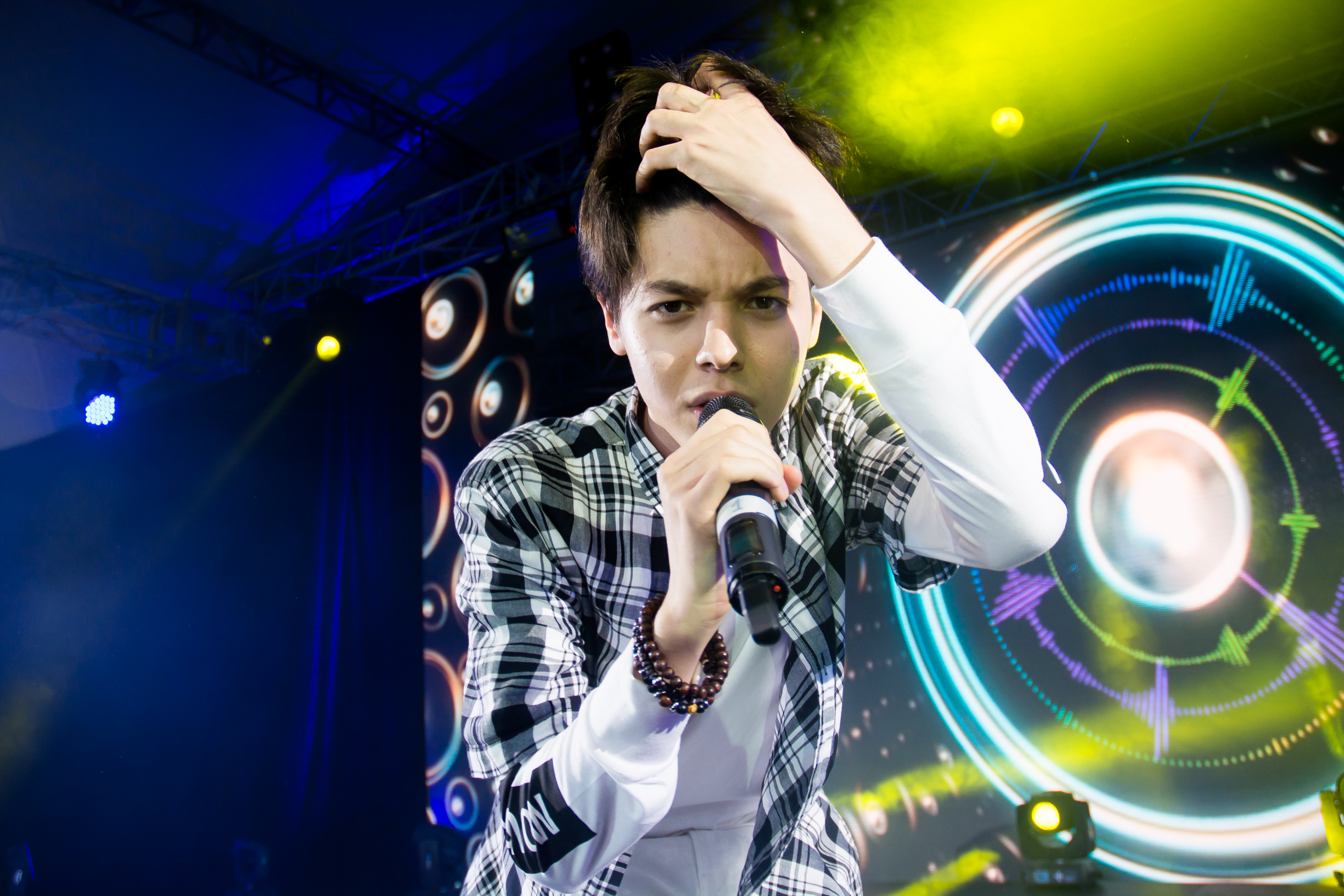
Kristian Kostov, intérprete de la canción, en 2016.

«Beautiful Mess» —[ˈbjuːtɪfəɫ mɛs]; en español: «Hermoso desorden»— es una canción del cantante búlgaro-kazajo Kristian Kostov. Se lanzó como descarga digital el 13 de marzo de 2017 mediante Virginia Records. Fue elegida para representar a Bulgaria en el Festival de la Canción de Eurovisión de 2017 mediante la elección interna de la Televisión Nacional de Bulgaria (BNT) el 13 de marzo de 2017.

## Festival de Eurovisión

### Festival de la Canción de Eurovisión 2017
Esta fue la representación búlgara en el Festival de Eurovisión 2017, interpretada por Kristian Kostov.
El 31 de enero de 2017 se organizó un sorteo de asignación en el que se colocaba a cada país en una de las dos semifinales, además de decidir en qué mitad del certamen actuarían. Como resultado, la canción fue interpretada en 15º lugar durante la segunda semifinal, celebrada el 11 de mayo de 2017. Fue precedida por Bielorrusia con Naviband interpretando «Story of My Life» y seguida por Lituania con Fusedmarc interpretando «Rain of Revolution». La canción fue anunciada entre los diez temas elegidos para pasar a la final, y por lo tanto se clasificó para competir en esta. Más tarde se reveló que el país había quedado en primer puesto con 403 puntos.
El tema fue interpretado más tarde durante la final el 13 de mayo, precedido por Suecia con Robin Bengtsson interpretando «I Can't Go On» y seguido por Francia con Alma interpretando «Requiem». Al final de las votaciones, la canción había recibido 615 puntos (278 del jurado y 336 del televoto), y quedó en segundo lugar de 26.

## Formatos
| Descarga digital |                  |          |  |
| N.º              | Título           | Duración |  |
| 1.               | «Beautiful Mess» | 3:00     |  |

## Historial de lanzamiento
| Región  | Fecha               | Formato          | Discográfica     | Ref.  |
| ------- | ------------------- | ---------------- | ---------------- | ----- |
| Mundial | 13 de marzo de 2017 | Descarga digital | Virginia Records | [ 1 ] |